# Pinnotheres bidentatus
Pinnotheres bidentatus is een krabbensoort uit de familie van de Pinnotheridae. De wetenschappelijke naam van de soort is voor het eerst geldig gepubliceerd in 1939 door Sakai.

## Ecologie
Pinnotheres bidentatus komt intertidaal voor. De mannetjes zijn vrijlevend en de vrouwtjes zijn commensalen van de tweekleppige Laternula gracilis.